# Birger Rosengren
Birger Eugen Rosengren (ur. 29 października 1917 w Norrköping, zm. 15 października 1977 tamże) – piłkarz szwedzki grający na pozycji pomocnika. W swojej karierze rozegrał 9 meczów w reprezentacji Szwecji.

## Kariera klubowa
Całą swoją karierę piłkarską Rosengren spędził w klubie IFK Norrköping. Zadebiutował w nim w sezonie 1935/1936 i grał w nim do końca sezonu 1949/1950. Wraz z zespołem IFK wywalczył pięć tytułów mistrza Szwecji w sezonach 1942/1943, 1944/1945, 1945/1946, 1946/1947 i 1947/1948. Zdobył z nim też dwa Puchary Szwecji w latach 1943 i 1945.

## Kariera reprezentacyjna
W reprezentacji Szwecji Rosén zadebiutował 30 września 1945 roku w wygranym 6:1 towarzyskim meczu z Finlandią, rozegranym w Helsinkach. W 1948 roku zdobył złoty medal na Igrzyskach Olimpijskich w Londynie. W kadrze narodowej od 1945 do 1948 roku rozegrał 9 spotkań.